# Howard Davis (lekkoatleta)
Howard Davis (ur. 27 kwietnia 1967) – jamajski lekkoatleta (sprinter), wicemistrz olimpijski z 1988.
Zdobył brązowy medal w sztafecie 4 × 400 metrów na mistrzostwach świata juniorów w 1986 w Atenach (sztafeta jamajska biegła w składzie: Anthony Christie, Thomas Mason, Davis i Lyndale Patterson).
Na igrzyskach olimpijskich w 1988 w Seulu sztafeta 4 × 400 metrów Jamajki w składzie: Davis, Devon Morris, Winthrop Graham i Bert Cameron zdobyła srebrny medal. Ustanowiła wówczas rekord Jamajki czasem 3:00,30. Davis wystąpił na tych igrzyskach również w biegu na 400 metrów, w którym odpadł w półfinale. Zdobył złoty medal w sztafecie 4 × 400 metrów na uniwersjadzie w 1989 w Duisburgu i srebrny w tej konkurencji na uniwersjadzie w 1991 w Sheffield.
Na igrzyskach olimpijskich w 1992 w Barcelonie został wraz z kolegami zdyskwalifikowany w eliminacjach sztafety 4 × 400 metrów (biegła w składzie: Dennis Blake, Morris, Davis i Patrick O’Connor). Zajął 5. miejsce w tej konkurencji na halowych mistrzostwach świata w 1993 w Toronto (w składzie: Davis, Anthony Price, Anthony Wallace i Morris).
Davis był mistrzem Jamajki w biegu na 400 metrów w 1989.
Rekordy życiowe:
| Konkurencja        | Data i miejsce           | Wynik |
| ------------------ | ------------------------ | ----- |
| bieg na 200 metrów | 5 maja 1987, Tempe       | 20,78 |
| bieg na 300 metrów | 17 lipca 1992, Gateshead | 32,77 |
| bieg na 400 metrów | 3 czerwca 1989, Provo    | 45,21 |